# Интихар
Интихар (араб. انتحار‎) — самоубийство, которое является строго запрещенным и большим грехом в исламе.

## Самоубийство в исламе
Тяжесть греха самоубийства намного больше тяжести греха за убийство другого человека в исламе. Многие исламские ученые сходятся в том, что тяжелее данного греха есть только один грех — ширк. Но человек, совершивший самоубийство, не является вышедшим из ислама, и на этом основании над ним можно читать джаназа-намаз. Однако некоторые исламские учёные, такие как Абу Йусуф, считают, что совершение джаназа-намаза над самоубийцей является недопустимым.
В сборниках хадисов Ахмада и Муслима написано, что мусульманский пророк Мухаммед по этому поводу говорил: «Пусть не желает кто-либо из вас смерти себе! И пусть не молит Аллаха о смерти до её прихода. Ведь, воистину, если вы умираете, то дела и поступки ваши на этом завершаются, а жизнь (несмотря на её легкость или сложность) несёт верующему лишь благо (ведь даже самая страшная беда при правильном и верном отношении к ней и преодолении её обернётся для носителя основ веры благом и неописуемой благодатью в вечности, да и в этой жизни)».

### Упоминание о самоубийстве в Коране
- «Не убивайте самих себя, ведь Аллах милостив к вам. Мы сожжём в Огне того, кто совершит это по своей враждебности и несправедливости. Это для Аллаха легко»[3].

### Эвтаназия
Исламские ученые запретили эвтаназию в любых её видах. Если же человек болен смертельным заболеванием и мучается, он вправе отказаться от приема медикаментов и дальнейших операций: если они не помогут, а лишь кратковременно продлят жизнь в мучениях, это не считается эвтаназией, а согласившиеся врачи не являются убийцами. Больной имеет право в любой момент отказаться от помощи врачей, но попросить сделать смертельную инъекцию или что либо другое подобное недопустимо. Если есть хоть малейшая вероятность выздоровления, нужно пробовать продолжать лечение, невзирая на плохое самочувствие. Если врач по просьбе больного сделает ему смертельную инъекцию или умертвит другим способом, то это будет считаться умышленным убийством и, с точки зрения ислама, наказуемым действием как в этом мире, так и в следующем. Виноваты тут будут оба. А если больной сам себе введет инъекцию или сделает иного рода умышленные и целенаправленные действия, которые приведут к его смерти, то он будет считаться самоубийцей.
По этому поводу имеется хадис: «Один человек, у которого было (множество) ран, сам лишил себя жизни, и тогда Аллах сказал: „Раб Мой опередил Меня по собственной воле, (и поэтому) Я сделал рай запретным для него“».

### Самоубийство на войне
По мнению части учёных ислама, воин мусульманин может броситься в гущу войск врага, даже будучи уверенным в том, что будет убит.
При наличии следующих условий данный поступок не будет восприниматься за самоубийство:
- если бросающийся в ряды врага имеет желание спастись;
- если совершение подобного деяния приведет к поражению врага;
- если такой поступок принесет пользу мусульманам;
- если такой поступок воодушевит мусульман на борьбу с врагом.

Многие богословы, в том числе имам Абд аль-Азиз ибн Баз, имам Мухаммад ибн Салих аль-Усаймин, шейх Салих ибн Фаузан аль-Фаузан и другие, запретили самоподрыв. Шейх Мухаммад ибн Салих аль-Усаймин по этому поводу написал, что, в частности, самоподрыв на поле боя недопустим, так как по сути является самоубийством. А сколько бы жизней врагов ни унес подрыв, все равно исламу от этого проку не будет. Люди не станут приходить в ислам, напротив, от самоподрыва враг ещё больше озлобится и станет упорствовать в войне против мусульман.

### Самоубийство по принуждению или приказу
В одном из хадисов пишется, что однажды мусульманский пророк Мухаммед поставил во главе одного из небольших отрядов некоего человека. Обращаясь к войску, он сказал: «Кто повинуется ему, тот повинуется мне, а кто ослушается его, тот ослушается меня». Затем во время похода командующий отрядом разгневался на своих людей и сказал им: «Соберите мне дрова». Когда они собрали дрова, он сказал: «Разожгите огонь». После того как приказ был выполнен, командующий отряда приказал своим подчиненным войти в огонь, на что подчиненные ответили «Мы не войдём в огонь, ведь именно от огня мы убегаем». Когда отряд вернулся, они доложили всё пророку, на что последний сказал: «Если бы вы вошли в огонь, то никогда бы из него не вышли. Повиновение [должно быть] только в благих делах. Нельзя повиноваться сотворённому, ослушаясь Творца». Согласно данному хадису, никакое принуждение не оправдает самоубийцу перед Всевышним.

## Наказание
Согласно написанному, самоубийство или причинение вреда самому себе являются тяжелейшими грехами перед Всевышним в исламе. Совершивший суицид будет подвергаться пыткам в аду за содеянное. Однако некоторые комментаторы хадисов говорят, что пророк Мухаммед, говоря о наказании самоубийц, имел в виду длительный период наказания, но не вечный. Опираются комментаторы на то, что самоубийца считается мусульманином. А по некоторым версиям мусульманин не останется в аду вечно, хотя в священной книге мусульман нет прямого ответа на данный вопрос, по этой причине мнения по этому поводу разделились. Приверженцы того мнения, что мусульмане (в том числе и самоубийцы) не будут гореть в аду вечно, основываются на Сунне. В самом Коране нет ни одного аята о том, что мусульманин, попадая в ад, когда-то оттуда выйдет.